# Tera Jadoo Chal Gayaa
Pour plus de détails, voir Fiche technique et Distribution.
Tera Jadoo Chal Gayaa est un film indien sorti en 2000, réalisé par A. Muthu avec Abhishek Bachchan et Kirti Reddy. La musique est composée par Ismail Darbar sur des paroles de Sameer.

## Synopsis
Lors d'une visite d'Agra, Pooja rencontre un vidéaste de renom, Kabir. Il est immédiatement séduit par Pooja et pense que c'est réciproque alors que la jeune femme n'est attirée que par son talent. À son retour, elle fait la connaissance du fils de son employeur, Raj Oberoi, dont elle tombe immédiatement amoureuse. Sur le point d'être licenciée à cause de ses fréquents retards, Pooja est secourue par un collègue, Maggi, qui montre à Mr Oberoi des photographies prises à Agra et lui révèle que son employée est fiancée au célèbre artiste. Afin de conserver son poste, Pooja accepte à contre-cœur de jouer cette comédie. Tandis que Kabir est ravi d'apprendre que Pooja a annoncé leurs fiançailles, il devient de plus en plus difficile à cette dernière de convaincre Raj qu'elle l'aime.

## Fiche technique et artistique
- Titre : Tera Jadoo Chal Gayaa
- Titre original en hindi: -तेरा जादू चल गया
- Réalisateur : A. Muthu
- Scénario : Ikram Akhtar, Robin Bhatt, K.V. Shankar et Javed Siddiqui
- Musique (chansons) : Ismail Darbar
- Parolier : Sameer
- Musique d'accompagnement : Ismail Darbar, H Sridhar et Ranjit Barot
- Chorégraphie : Ganesh Acharya, Saroj Khan, B H Tharun Kumar et Ahmed Khan
- Direction artistique : Samir Chanda
- Photographie : Santosh Thundiiayil
- Montage : Sachin Adurkar et K. Ravi Kumar
- Cascades et combats : Bhiku Verma et Pappu Verma
- Production : Vashu Bhagnani
- Langue : hindi
- Pays d'origine : Inde
- Date de sortie : 18 août 2000
- Format : Couleurs
- Genre : comédie romantique
- Durée : 152 minutes

## Distribution
- Abhishek Bachchan - Kabir Shrivastav
- Kirti Reddy - Pooja Sinha
- Sanjaay Suri - Raj Oberoi
- Kader Khan - M. Oberoi
- Paresh Rawal - Gaffoor Bhai
- Johnny Lever - Maggi
- Tiku Talsania - Ramesh Tolani
- Farida Jalal - Mère de Pooja
- Himani Shvpuri

## Commentaires
Tera Jadoo Chal Gayaa est librement inspiré du film hollywoodien Trait pour trait avec Jennifer Aniston et Jay Mohr. C'est un échec commercial qui se classe 21e au box-office ; il est qualifié de flop.

## Musique
La musique du film est composée par Ismail Darbar sur des paroles de Sameer.
- Aai Chand Teri Chandni - Sonu Nigam, Alka Yagnik
- Tera Jadoo Chal Gayaa - Sonu Nigam, Chithra
- Qayamat Ho Qayamat Ho - Sonu Nigam, Kavita Krishnamurthy
- Jo Ishq Ka Matlab - Shankar Mahadevan
- Mujhe Pyar Karo - Sonu Nigam, Alka Yagnik
- Chori Chori Chupke Chupke - Babul Supriyo
- Tera Jadoo Chal Gaya (Instrumental)